# Grästorps pastorat
Grästorps pastorat ingår i Skara-Barne kontrakt i Grästorp i Skara stift
I pastoratet ingår:
- Tengene församling
- Trökörna församling
- Fridhems församling
- Särestads församling
- Flo församling

Pastoratskod är 030113.